# Нижньостановецький ЗНЗ І-ІІІ ступенів
Нижньостановецький ЗНЗ І-ІІІ ступенів — школа у Нижніх Станівцях Кіцманського району Чернівецької області

## Історія
Перша  початкова школа  у Нижніх Станівцях була відкрита у 1872 році.  У 1906 – 1907рр. у Нижніх Станівцях жило 450 дітей шкільного віку, школою було охоплено лише 320 дітей.
Закінчити початкову школу змогли тільки 250 учнів,  а 63 вимушені були покинути навчання через тяжкі матеріальні умови.
Певну роль відігравала в розповсюдженні українського слова, в умовах австрійського поневолення, «Вільна організація українського учительства на Буковині», в яку входило декілька вчителів із Нижніх Станівців, і товариство «Руська бесіда», відділення якого в селі було відкрито в 1911 році.
Приміщення  школи,  в  якій  учні  навчаються  і  сьогодні,  побудоване  у  1910  році.
Організація вчителів у своєму органі «Каменяр», редакція якого знаходилася в сусідніх Станівцях Горішніх, гостро викривала порядки, що існували тоді в системі народної освіти на Буковині. В передовій статті одного з номерів «Каменяра» з гнівом говорилося про жахливі мови, в яких тоді перебували школи і вчителі на Буковині: школи були більш схожі на бараки, вікна і двері не пристають, в класах нестерпно холодно і брудно. Газета закликала всіх учителів - українців до солідарності, друкувала революційні вірші І. Франка, пропагувала найкращі твори літератури та мистецтва братньої України.

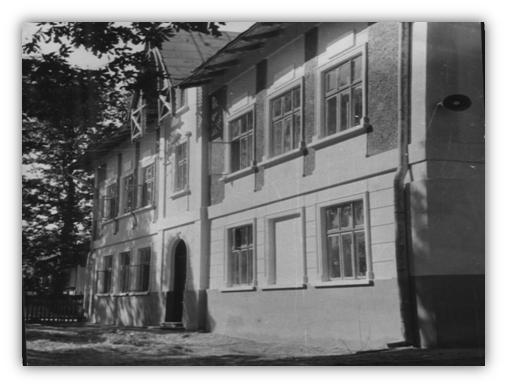
Нижньостановецький ЗНЗ

Під  час румунської окупації в  Нижніх Станівцях була тільки одна школа з румунською мовою навчання, де з Нижніх Станівців і  з Верхніх Станівців у 1936 році навчалося 379 учнів.
У 1940  році,  з  приходом  радянської  влади  в селі  працювала  семирічна  школа,  відкрито  декілька  класів  вечірньої  школи.
Свою  роботу  семирічка  відновила  у  1945  році.
У 1967 р.  приміщення  школи  було добудоване ще 4 класними кімнатами. Директором  школи  в  той  час  працював  Фесенко  Василь  Савелійович.
З  2002 року школу  очолює  молодий,  енергійний  Лакуста  С.К.  Сьогодні  в  школі  працює 28 вчителів.  Навчається  242  учні.  Педагогічний  колектив  працює  над  методичною  проблемою  «Створення психолого-педагогічних  умов  для  підвищення  рівня навчальних  досягнень  і  формування  активності  та  загальної  культури  учнів».

## Дирекція

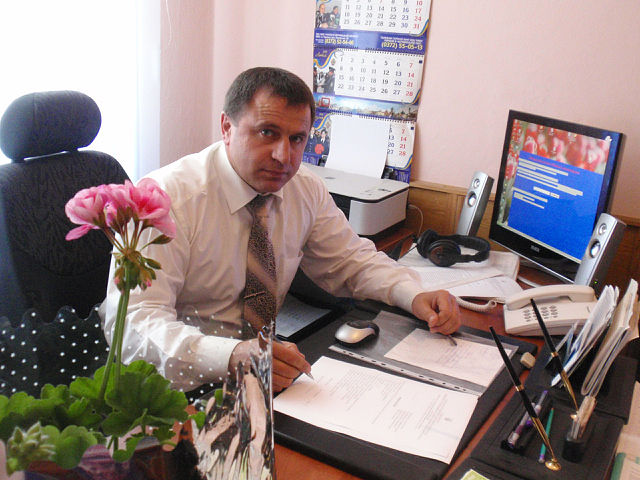
Нинішній директор Нижньостановецького ЗНЗ

Директорами  Нижньостановецької школи в різний час працювали: 
- Рудий Іван Андрійович;
- Іванушко Гигорій Сидорович;
- Збриський Григорій Юхимович;
- Фесенко Василь Савелійович;
- Мошук Корній Дмитрович;
- Вовкович Степан Андрійович;
- Дяконюк Октавіан Лазарович;
- Чолпан Наталія Корніївна;
- Лакуста Степан Корнилійович.[1]